# Redemptoris missio
Redemptoris missio je enciklika pape Ivana Pavla II. objavljena 7. prosinca 1990., a kao glavni cilj ima isticanje važnosti misijskog poslanja i buđenje kršćana iz misijske uspavanosti. Papa napominje da je evangelizacija naroda tek na svome početku, a osim oživljavanja misijskog rada njome nastoji raspršiti sumnje glede misija ad gentes, ohrabriti teologe na produbljivanje i iznošenje različitih oblika misija, potaknuti katoličku mladež na naviještanje Kraljevstva Božijeg i pridonijeti promicanju misijskih zvanja.
Osim uvoda i zaključka ima sljedećih osam dijelova:
- Krist jedini spasitelj

- Misije, Crkva i kraljevstvo Božije

- Duh Sveti i misije

- Neograničeni vidici misija ad gentes

- Putevi Crkve u ostvarenju misija

- Djelatnici misijskog pastorala

- Suradnja u misijskim djelatnostima

- Misionarska duhovnost

U enciklici je cijeli svijet proglašen jednim jedinim misijskim područjem, te je iznijeto kako su svi kršćani odgovorni za misijsku djelatnost. Iznose se problemi evangelizacije unutar postojećih gospodarsko-političkih trendova u svijetu koji misijskom djelovanju stvaraju neugodan i dramatičan ambijent, ali na koje, prema Ivanu Pavlu II., treba gledati kao na izazov. Osim navedenog, papa se u poruci dotiče ekumenizma, dijaloga među religijama, te inkulturacije i problema uklapanja kršćanskog nauka u ne-europske kulture.

## Vanjske poveznice
- Redemptoris Missio na engleskom jeziku
- Redemptoris Missio na njemačkom jeziku